# Knotfest
Knotfest — музыкальный фестиваль, созданный американской метал группой Slipknot.

## История
Первый ежегодный фестиваль Knotfest состоялся 17 августа 2012, в Каунсил-Блафс, Айова и 18 августа 2012, в городе Somerset, Висконсин. Среди участников были такие группы, как Killswitch Engage, Deftones, Lamb of God, Cannibal Corpse, и многие другие.
Следующий Knotfest прошёл 24-26 октября 2014 в США с такими группами как Danzig, Five Finger Death Punch, Antrax, Hatebreed и многими другими. "Knotfest-Япония" прошёл 15-16 ноября 2014 в Makuhari Messe, Токио. Основные выступающие группы — Slipknot, Korn, Limp Bizkit.
В 2015 году фестиваль проводился дважды: 24-25 октября в Сан-Бернардино, 5 декабря - в Толуке, Мексика.
В середине 2016 года на сайте Slipknot появился анонс важного сообщения. В мае 2016 года Кори Тейлор и Оззи Осборн заявили об анонсе нового мероприятия, которое является совмещением фестивалей Knotfest и Ozzfest. Фестиваль получил название Ozzfest meets Knotfest и был назначен на 24-25 сентября 2016 года. Позднее появился анонс фестиваля Knotfest в Японии (в Японии фестиваль проводится уже во второй раз).

## Даты

### Сo Slipknot
- 17/08/2012 - Council-Blafs, Iowa
- 18/08/2012 - Somerset, Wisconsin
- 25/10/2014 - San Bernardino, CA
- 26/10/2014 - San Bernardino, CA
- 15/11/2014 - Makuhari Messe, Tokyo
- 16/11/2014 - Makuhari Messe, Tokyo
- 24/10/2015 - San Bernardino, CA
- 25/10/2015 - San Bernardino, CA
- 05/12/2015 - Toluca, Mexico
- 25/09/2016 - San Bernardino, CA
- 05/11/2016 - Makuhari Messe, Tokyo
- 06/11/2016 - Makuhari Messe, Tokyo

### Без Slipknot
- 24/10/2014 - San Bernardino, CA
- 23/10/2015 - San Bernardino, CA